# 印司奇
印司奇（？—17世紀），字雪浪或易菴，湖廣常德府桃源縣人，明朝、南明政治人物。

## 生平
印司奇是天啟七年（1627年）舉人，到崇禎四年（1631年）成進士 ，兵部观政，六年（1633年）獲授南京車駕主事，之後曾任職职方司員外郎和车驾司郎中，個性剛正清廉，意氣不會因為外物束縛。謝陞掌管吏部，印司奇引用新例裁去驛卒。南京僚屬和謝陞送行，司奇亦不前往，反得到謝陞顧念重視。崇祯八年（1635年），印司奇外任鎮江知府，溫體仁計劃陷害錢謙益、瞿式耜，招募無賴敲響登聞鼓控告二人，讓撫按審問，印司奇揭發無賴的奸計，惹怒溫體仁，被降級；又和推官雷起劍交惡，被迫歸鄉，身上連十兩金也沒有，清譽響遍長江之外。
安宗繼位，起用印司奇為常鎮道副使，隆武年間以僉都御史協理都察院事，福京失陷後隱居。清朝士兵攻克辰州府和常德府，印司奇長途跋涉走往桂林府，在永曆朝廷累擢通政使和兵部右侍郎。桂林失守，他出家為僧直到去世。

## 引用
1. ↑  嘉慶《常德府志·卷三十九·列傳 明》：印司奇，字易菴，號雪浪。
2. 1 2  錢海岳《南明史·卷五十六·列傳第三十二》：印司奇，字雪浪，常德桃源人。崇禎四年進士。授南京車駕主事，歷員外郎、郎中。峭直廉介，使氣不為物下。謝陞召掌北銓，司奇以新例裁其驛卒，南京僚屬祖道，亦不往。陞顧重之。出為鎮江知府，溫體仁欲陷錢謙益、瞿式耜，募無賴子擊登聞鼓訟之，下撫按檄會鞫，司奇擿其奸狀。體仁怒，鎸其級。已與推官雷起劍交惡，降論歸里，囊無十金，清名滿江表。
3. ↑  嘉慶《常德府志·卷二十七·選舉表 舉人》：（天啟）丁卯譚元春解……印司奇 見前進士
4. ↑  《崇祯四年辛未科三百五十名进士履历》：印司奇，雪浪，诗四房，戊申九月初五日生。桃源人，丁卯六十二，会一百十四，二甲五十五名。兵部政，癸酉南车驾司主事，癸酉升职方司员外，甲戌升车驾司郎中，乙亥升鎮江知府，丁丑为民。曾祖望，按察司经历。祖一中，举人、知州致仕。父纯，庠生。
5. ↑  錢海岳《南明史·卷五十六·列傳第三十二》：安宗立，起常鎮副使。隆武中以僉都御史協理院事。福京亡，歸隱。清兵陷辰、常，崎嶇至桂林，累擢通政使、兵部右侍郎。桂林陷，為僧終。